# فونتانیلی
فونتانیلی (به ایتالیایی: Fontanile) یکی از شهرستانهای استان آسته در منطقه ایتالیایی پیدمونت می‌باشد که در ۷۰ کیلومتری جنوب شرقی تورین و ۲۵ کیلومتری جنوب شرقی آسته واقع شده است.
فونتانیلی با این مناطق شهری مرز مشترک دارد: آلیچه بل کله، کاستل بولیونی، کاستل روکیرو، کاستلیتو مولینا، مومباروتسو، نیتسا مونفیراتو و کارانتی.

## سرشماری
تمام آمار و سرشماری‌ها از مرکز ملی آمار (ایتالیا) اقتباس شده است.